# باغ سرهنگ
باغ سرهنگ یک مجموعه تلویزیونی ایرانی به نویسندگی و کارگردانی فلورا سام و تهیه‌کنندگی محمد اوجی است که  از ۲۱ دی تا ۲۵ بهمن ۱۳۹۲ از شبکه تهران پخش شده است. این سریال چند بار از شبکه آی‌فیلم پخش شده‌است.

## داستان
هادی جوانی است که در حال تلاش برای انتشار اولین آلبوم موسیقی خود است. او منتظر گرفتن مجوز اشعار آلبوم جدیدش است تا از پدرش کمک مالی بگیرد. او به دختری با نام سمیرا علاقه‌مند است و علی‌رغم مخالفت خانواده‌اش با او ازدواج می‌کند اما این موضوع را از خانواده‌اش پنهان می‌کند تا پدرش از کمک مالی به او منصرف نشود. هادی ده سال پیش نامزد دختر عمویش شادی بوده ولی شادی برای تحصیل به خارج از کشور رفت و نامزدی را به هم زد؛ ولی مادر شادی و پدر هادی به دلیل وصیت پدر مرحوم شادی اصرار به ازدواج شادی و هادی دارند. چند روز بعد از ازدواج پنهانی هادی با سمیرا، شادی به ایران برمی‌گردد و ماجرای ازدواج او و هادی دوباره توسط خانواده‌ها مطرح می‌شود. شادی به صورت خصوصی به هادی می‌گوید که دیگر به ازدواج با او علاقه‌ای ندارد و آنها بنا می‌گذارند که این موضوع را به خانواده‌ها بگویند؛ ولی هادی که نگران این است که پدرش به او کمک مالی نکند، بعد از این که شادی به همه می‌گوید که نمی‌خواهد با هادی ازدواج کند، وانمود می‌کند که دلشکسته شده‌است. شادی برای ادب کردن هادی و وادار کردن او به بیان واقعیت، با مادرش دست به یکی می‌کند که وانمود کند نظرش عوض شده و می‌خواهد با هادی ازدواج کند. 
در این بین هادی و سمیرا به‌طور پنهانی زندگی مشترک خود را در ملک یکی از اقوام دور پدرش به نام باغ سرهنگ آغاز می‌کنند. هادی در باغ با روح مردی به نام ارسلان روبرو می‌شود که نامزد رحمت الملوک خانم صاحب باغ بوده که در روز عروسیشان تصادف می‌کند و از دنیا می‌رود. ارسلان از هادی می‌خواهد که به او کمک کند مکان فعلی رحمت را پیدا کند تا او یک بار دیگر رحمت را ببیند.

## بازیگران
| بازیگر           | نقش               | توضیح | درگذشتگان            |
| ---------------- | ----------------- | --- | -------------------- |
| محمد مطیع        | هاشم خوش‌مرام      | پدر هادی و هدی، قناد. هاشم آقا دارای طبع شعر است و به شجره‌نامه خانوادگی خانوده خوش‌مرام بسیار افتخار می‌کند. | درگذشته ۲۹ اسفند۱۳۹۷ |
| افسر اسدی        | شیرین             | مادر هادی و هدی، همسر هاشم آقا. شیرین خانم بسیار وابسته به فرزندانش است و آنها را در راه علایقشان پشتیبانی می‌کند. |                      |
| نیما فلاح        | هادی خوش‌مرام      | پسر هاشم آقا و شیرین خانم که ده سال پیش نامزد دختر عمویش شادی بوده ولی اکنون به سمیرا علاقه‌مند شده و پنهانی با او ازدواج کرده‌است. هادی به دنبال انتشار اولین آلبوم خود به نام صدای خسته است. او با ماشین برادرزنش برای گذران زندگی مسافرکشی می‌کند.                         |                      |
| آناهیتا همتی     | سمیرا             | همسر هادی که سرکار می‌رود. خانوده سمیرا اهل شمال ایران هستند. سمیرا با خانواده برادرش در تهران زندگی می‌کند و بعداً زندگی مشترک خود را با هادی در باغ سرهنگ آغاز می‌کند. |                      |
| سحر ولدبیگی      | هدی خوش‌مرام       | دختر هاشم آقا و شیرین خانم که ده سال است در حال خواندن برای کنکور است و هنوز قبول نشده. دائم با برادرش هادی در حال کل کل است ولی همیشه در کارهای پنهانیش او را همدستی و همراهی می‌کند.                                                                                      |                      |
| مریم سعادت       | روح‌انگیز          | زن‌عموی هادی که همسرش را سال‌ها پیش از دست داده و برای گذران زندگی راننده کامیون شد. او اکنون دارای شرکت حمل و نقل است. |                      |
| نسترن سالار      | شادی              | دخترعموی هادی که ده سال پیش نامزد او بوده ولی برای تحصیل به بوتسوانا رفت و نامزدی را به هم زد. او پس از ده سال به ایران برگشته.و قصد دارد دست هادی را برای خانوائه اش رو کند.                                                                                              |                      |
| محمدرضا عباس‌نژاد | فرشید             | دوست هادی که او را در تلاش‌هایش برای پنهان نگه داشتن ازدواجش با سمیرا، پیدا کردن رحمت خانم، و انتشار آلبومش یاری می‌کند. |                      |
| فرهاد بشارتی     | سهراب             | برادر سمیرا و پدر دو پسر. همیشه از دست هادی و نقشه‌های پنهانیش حرص می‌خورد و مرتب او را تهدید می‌کند که اگر خواهرش را اذیت کند حقش را کف دستش می‌گذارد. |                      |
| فاطمه هاشمی      | اعظم              | همسر سهراب. زنی دلسوز که وقتی سمیرا با هادی دچار مشکل می‌شود او را راهنمایی می‌کند. |                      |
| فرهاد آئیش       | آقا قدرت          | سرایدار باغ سرهنگ که فکر می‌کند هادی معتاد است و مرتب به او می‌گوید که "انگل اجتماع" است و قدرت او را "درست خواهد کرد". |                      |
| شمسی فضل‌اللهی    | رحمت الملوک توپ‌چی | از اقوام دور خانواده خوش‌مرام و صاحب کنونی باغ سرهنگ که در روز عروسیش نامزدش ارسلان زیر درشکه رفته و از دنیا می‌رود. |                      |
| مجید صالحی       | روح ارسلان پنبه‌زن | ارسلان از بچگی به رحمت‌الملوک علاقه داشته ولی درست در روز عروسیش زیر درشکه رفته و از دنیا می‌رود. پس آز آن برای هفتاد سال هر سال روح او چند روز پیش از سالمرگش به باغ سرهنگ می‌آید تا اینکه یکبار دیگر رحمت‌الملوک را ببیند. هادی تنها کسی است که قادر به دیدن روح ارسلان است. |                      |
| نعیمه نظام‌دوست   | صفورا             | پرستار رحمت خانم در باغ سرهنگ زنی خوب عالی و دلسوز |                      |
| فلورا سام        | جوانی رحمت الملوک | |                      |
| مجید شهریاری     | آقای نشاط         | مباشر رحمت الملوک که مترصد راضی کردن او برای بخشیدن باغ سرهنگ به خودش است و تمام سعی خود را می‌کند که ارتباط رحمت‌الملوک را با کلیه اقوامش قطع کند. |                      |
| نسرین خسروانی    | همسر آقای نشاط    | |                      |
| فلامک جنیدی      | کارمند اداره شعر  | زنی بدخلق و بی‌حوصله |                      |
| نعیم شیخ محبوبی  |                   | پسر سهراب و اعظم |                      |

## موسیقی
- آهنگساز: امید کرامتی عالی
- شاعر: عبدالجبار کاکائی
- ضبط: محمد کلهر
- خواننده: علیرضا روزگار خواننده تیتراژ سریال و صدای هادی (نیما فلاح) در این فیلم